# Binhai New Area
Binhai, ufficialmente Binhai New Area (cinese semplificato: 滨海新区; cinese tradizionale: 濱海新區; mandarino pinyin: Bīnhǎi Xīnqū), è un distretto di Tientsin. Ha una superficie di 2.270 km² e una popolazione di 2.482.100 abitanti al 2010.